# Telewizja Wejherowo
Telewizja Wejherowo – lokalna stacja telewizyjna w Wejherowie, należąca do spółki Vectra S.A. Programy realizowane są w systemie Mini DV. TV Wejherowo nadaje 24h na dobę. Premierowe programy emitowane są w poniedziałki, środy i piątki o godz. 18.00. Telewizję można także oglądać w Internecie na jej stronie internetowej. Telewizja Wejherowo zastąpiła wcześniejsze stacje lokalne Vectry (chronologicznie): TV Oskar i TV BIS.

## Programy
- Wydarzenia – program informacyjny
- Sport – serwis sportowy
- Sonda tygodnia – sonda uliczna
- Na kartach Ewangelii – program katolicki
- W świecie książek – magazyn telewizyjny poświęcony książkom. Realizowany we współpracy z księgarnią Matras
- Obiektyw – magazyn interwencyjny
- Z archiwum TV – program przedstawia archiwalne materiały Telewizji Wejherowo
- Wywiad tygodnia
- Historie stare i nowe – program pod redakcją Reginy Osowickiej, obecnie nadawany w ramach Z archiwum TV. W programie przedstawiana jest historia Wejherowa i Kaszub oraz legendy związane z tym terenem.
- Komentarz polityczny – program polityczny
- Expert radzi
- Vectra Media – reportaż z innego kanału lokalnego Vectry

## Obsada

### Prezenterzy
- Katarzyna Landowska
- Mateusz Cyrzan
- Lilia Wilczyńska

### Technicy
- Lilia Wilczyńska – reporter
- Tomasz Mazgaj – operator kamery
- Tomasz Woźniak – oprawa graficzna

### Właściciele
- Krzysztof Wencki (właściciel także Telewizji Kościerzyna)

### Producent
- Dorota Wencka